# Fortaleza Halidzor
La Fortaleza de Halidzor  (en armenio: Հալիձորի բերդ) , se encuentra a lo largo de una colina con vistas al río Voghji a un kilómetro de la localidad de Kapan de la provincia de Syunik de Armenia.  Está situada a 983 metros sobre el nivel del mar.

## Historia
Fue construido originalmente en el siglo XVII para servir como convento, más tarde se ehabilitó como fortaleza por un poco tiempo para la familia Melik Parsadanian.
Durante el siglo XVIII el famoso comandante militar armenio David Bek, y su principal lugarteniente y sucesor Mkhitar Sparapet utilizaron el sitio como su sede principal y como centro administrativo para Syunik en su lucha contra las fuerzas del Imperio otomano y los persas.  Entre 1723 y 1727, Bek junto con otros 300 soldados, 13 obispos y 3 sacerdotes defendió la fortaleza de un asedio provocado por un ejército invasor de 70.000 turcos otomanos. El carácter defensivo de la ubicación de los soldados de Bek les dio una ventaja en su lucha contra el enemigo, pero el asedio dejó a los defensores cansados y con poca comida, la sensación que estaban atrapados y el gran número de los contrincantes, les llevaron a una carga suicida por la comida que aterrorizó al ejército invasor, los turcos abandonaron la zona, supuestamente, dejando 12.000 muertos en el campo de batalla.
David Bek murió murió en 1728 en la misma fortaleza después a consecuencia de una enfermedad. La tradición oral cuenta que después de su fallecimiento un anciano obispo de Tatev vino y se organizó un gran funeral en su honor. Bek se encuentra supuestamente enterrado en el cementerio a las afueras de los muros de la fortaleza. La lápida se dice que tiene solo una flor tallada en su parte inferior para que el enemigo no pudiera reconocer que era el lugar del descanso final del héroe armenio.
Después de la muerte de Bek, el ejército otomano capturó Halidzor y notificación a los defensores que iban a tomar el control de la fortaleza dejando ilesos al batallón y a los residentes.  Salieron a negociar el sacerdote Ter Avedis junto con Mkhitar Sparapet -que ahora estaba al mando militar -, cuando abrieron las puertas de la fortaleza, algunos de sus defensores fueron exterminados.

## Descripción
Los muros de la fortaleza se presentan en una forma irregular en un plano de situación de cuadrilátero. Dentro de los muros de la fortaleza se encuentran los restos de la iglesia de S. Minas y una capilla, así como los cimientos de lo que antes habían servido como viviendas y otras estructuras. Dos portales arqueados conducen a Halidzor desde los muros de la fortificación exterior hacia el norte y el sur. En la esquina suroeste de la muralla hay una torre y desde el norte hacia el este hay una terraza. 
Había un túnel secreto con un recorrido de 500 metros hasta el río Voghji para permitir que sus habitantes tuvieran acceso a agua dulce en el caso de asedio -una de las razones por la que los hombres de Bek fueron capaces de mantener su posición en lugar de rendirse durante el sitio por el turcos-. Ahora está cubierta, y las secciones del túnel están en la ruina. 
La iglesia en el lado oriental de Halidzor es una estructura con sala abovedada construida a partir de piedras de gran tamaño de mampostería. En uno y otro lado de la nave y al lado del ábside se encuentran las sacristías. En las paredes norte y sur del edificio están los restos de dos pisos con pórticos. La iglesia de S. Minas se basa en una técnica de arquitectura similar a la construcción de la otra iglesia. El patio oriental de la iglesia se ha ampliado. En 2006 la restauración y reconstrucción comenzaron en Halidzor y terminaron a partir de 2010.